# Let Love Be Your Energy
'"Let Love Be Your Energy"' é uma canção escrita por Robbie Williams e Guy Chambers gravada pelo cantor Robbie Williams.
É o quarto single do terceiro álbum de estúdio lançado a 28 de Agosto de 2000, Sing When You're Winning.

## Paradas
| Parada (2001)                  | Posições |
| ------------------------------ | -------- |
| Austrália - ARIA Charts        | 53       |
| Áustria                        | 54       |
| Países Baixos                  | 55       |
| Alemanha                       | 68       |
| Irlanda                        | 26       |
| Nova Zelândia                  | 11       |
| Suíça                          | 56       |
| Reino Unido - UK Singles Chart | 10       |